# Natale a Mistletoe Farm
Natale a Mistletoe Farm (Christmas on Mistletoe Farm)	 è un film del 2022 diretto da Debbie Isitt.

## Trama
Durante Natale un padre vedovo eredita una fattoria faticandosi all'adattamento della vita in campagna. I figli però trovano un piano per cercare di vivere lì.

## Distribuzione
Il film è stato distribuito sulla piattaforma Netflix a partire dal 23 novembre 2022.